# الحظى الهابطى (غيل بن يمين)
'

تعديل مصدري - تعديل

الحظى الهابطى هي إحدى قرى عزلة غيل بن يمين بمديرية غيل بن يمين التابعة لمحافظة حضرموت، بلغ تعداد سكانها 198 نسمة حسب تعداد اليمن لعام 2004.